# Max Weber-Programm
Das Max Weber-Programm (MWP) ist ein Stipendium  des Bayerischen Staatsministeriums für Wissenschaft und Kunst zur Förderung besonders begabter Studierender, Stipendiaten und Stipendiatinnen erhalten eine Bildungspauschale in Höhe von 1290 € pro Semester sowie finanzielle Unterstützung bei Auslandsaufenthalten und eine fachliche und persönliche Betreuung. Darüber hinaus wird den Stipendiaten die Teilnahme an zahlreichen Veranstaltungen, wie z. B. Sommerakademien, Tagungen, wissenschaftlichen Exkursionen, angeboten. Der Großteil der Veranstaltungen für Stipendiaten der Studienstiftung des deutschen Volkes steht ebenso den Stipendiaten des MWPs offen. Das MWP ist ein staatliches Stipendium, allerdings kein Teil der 13 Begabtenförderwerke. Es ist ausschließlich  für Studierende an bayerischen Hochschulen bestimmt. Jährlich können 200 Abiturienten und Abiturientinnen über die Prüfung beim Ministerialbeauftragten sowie 200 weitere Studierende im Rahmen der Hochschulauswahl in das MWP aufgenommen werden. Das MWP wird im Auftrag des Bayerischen Staatsministeriums für Wissenschaft und Kunst von der Studienstiftung des deutschen Volkes durchgeführt.